# The Pyramid (película)
The Pyramid es una película de metraje encontrado de 2014 dirigida por Grégory Levasseur, producida por Alexandre Aja y escrita por Daniel Meersand y Nick Simon. Protagonizada por Ashley Hinshaw, Denis O'Hare, James Buckley y Daniel Amerman, fue estrenada el 5 de diciembre de 2014 por 20th Century Fox recibiendo críticas negativas.

## Sinopsis
Durante la crisis que siguió al golpe de Estado de 2013 en Egipto, un equipo de arqueólogos estadounidenses descubren una extraña pirámide en medio del desierto egipcio. Faltando poco tiempo para la investigación, las autoridades egipcias les piden que abandonen la misión, a lo cual ellos se niegan, y deciden investigar antes de irse, confiando con sólo dos horas para hacer su misión (tiempo dado por un militar que debía cerciorarse de que se fueran). Para hacer el estudio en su interior envían un robot de la NASA para tomar muestras y fotografías, pero luego de que este entra en la pirámide, algo lo destroza y se pierde la comunicación. Al tratar de recuperar el robot, se adentran en la pirámide y al poco tiempo se encuentran perdidos en sus catacumbas que parecen no tener fin. Mientras tratan de encontrar una salida, poco a poco comienzan a desesperarse pensando que no volverán a ver la luz del día. Además, no tardarán en darse cuenta de que están siendo perseguidos por algo.

## Elenco
- Ashley Hinshaw como Dra. Nora Holden
- Denis O'Hare como Dr. Miles Holden
- James Buckley como Fitzie.
- Daniel Amerman como Luke.
- Amir K como Michael Zahir.
- Joseph Beddelem como taxista.
- Garsha Arristos como trabajadora egipcia.
- Christa Nicola como Sunni.
- Omar Benbrahim

## Estreno
El 7 de julio de 2014, 20th Century Fox obtuvo los derechos de distribución para la película, y fijó un estreno para el 5 de diciembre de 2014.

## Taquilla
América del Norte
Estrenada el 5 de diciembre de 2014 en 589, la película obtuvo solo $1.3 millones. Hizo menos de $2.7 millones.
Otros territorios
Afuera de América del Norte, la película se estrenó el mismo día en 18 mercados incluyendo Reino Unido, Rusia y Vietnam. Ganó $3.8 millones de 16 mercados internacionales.

## Recepción
La película recibió críticas negativas, catalogándola como una de las peores películas del 2014.
En Rotten Tomatoes, la película tiene un 6%, basado en 31 críticas.